# Костел Святої Ядвіги (Батятичі)
Костел Святої Ядвіги — костел у селі Батятичі Львівської області.

## Історія
Католики латинського обряду села належали до парафії Успіння Пресвятої Діви Марії у Кам'янці-Бузькій. У 1903 році, коли їх чисельність становила майже 390 вірних, у Батятичах було споруджено філіальний неоготичний мурований костел коштом місцевих власників Лончинських і Папарів (його будівництвом керували Густав Лончинський і Тадеуш Романовський).
Новоспоруджений храм у Батятичах 22 жовтня 1905 року освятив на честь св. Ядвіги глинянський декан (і настоятель парафії св. Миколая у Вижнянах) о. Лаврентій Пухальський. 1918 року у селі постала парафіяльна експозитура, яка невдовзі стала самостійною парафією. У 1923—1924 роках святиню було розширено. У 1936 році збудували дерев'яну дзвіницю на два дзвони. Костел містив три неоготичні дерев'яні вівтарі — головний із дерев'яним Розп'яттям та образом Матері Божої Ченстоховської і бічні із гіпсовими скульптурками Пресвятого Серця Ісуса і Серця Матері Божої.
Новоспоруджений храм у Батятичах 22 жовтня 1905 року освятив на честь св. Ядвіги глинянський декан (і настоятель парафії св. Миколая у Вижнянах) о. Лаврентій Пухальський. 1918 року у селі постала парафіяльна експозитура, яка невдовзі стала самостійною парафією. У 1923—1924 роках святиню було розширено. У 1936 році збудували дерев'яну дзвіницю на два дзвони. Костел містив три неоготичні дерев'яні вівтарі — головний із дерев'яним Розп'яттям та образом Матері Божої Ченстоховської і бічні із гіпсовими скульптурками Пресвятого Серця Ісуса і Серця Матері Божої.
Батятичі, як і до І світової війни, обслуговують дієцезіальні священники з парафії Успіння Пресвятої Діви Марії у Кам'янці-Бузькій.